# Joži Lanterna
Joži Lanterna (francosko Séraphin Lampion) je izmišljeni lik Tintina in njegovih pustolovščin, serije stripov belgijskega karikaturista Hergéja. Je družaben, preprost in aroganten človek, ki v zgodbo vstopi, kot nepovabljeni gost v stanovanju.

## Zgodovina lika
Kapitan Haddock ne mara Joži Lanterne, ker se mu zdi neprijeten, vendar Joži tega ne opazi in sam sebe šteje za dobrega kapitanovega prijatelja. Joži je velikokrat slučajno v eksotičnih krajih, kjer imata Tintin in kapitan svoje pustolovščine, predstavljen kot nespameten turist. Je zavarovalniški agent in pogosto poskuša prodati zavarovanja drugim likom. Joži pogosto citira svojega strica Poldija, ki je bil brivec.
Joži Lanterna temelji na prodajalcu, ki je prišel do Hergéja in se povabil v njegovo stanovanje, pa tudi na stereotipu o tem, kar je Hergé poimenoval belgicain, ozkosrčen Belgijec, ki nima samozavedanja. Joži se pojavi pozno v seriji, začenši z Zadevo Sončnica, kjer njegova samopomembnost in brezčutnost besnita kapitana Haddocka. Joži se pojavlja tudi v stripih Koks na krovu, Primadonini dragulji, Let 714 za Sydney in Tintin in gverilci.
Joži se v Zadevi Sončnica pojavi štirikrat: povabil se je v grad Moulinsart, kjer je posegel v kritični radijski prenos (Haddock je poskušal poklicati policijo, medtem ko je zasledoval ugrabitelje Sončnice, a je Joži je domneval, da se šali), pri čemer je Haddocku večkrat prekinil telefonski klic. Pozneje se z družino preseli v grad Moulinsart, ko so Tintin, Haddock in Sončnica odsotni. Tintin, ki redko kaže jezo, ni prizadet. Kljub temu pa kapitana spravi do jeznega govoričenja, na primer:
| “ | Ja, proti vsem! ... Imam življenjsko zavarovanje, zavarovan sem proti prometnim nesrečam, toči, dežju, poplavam, cunamiju, tornadom, proti koleri, gripi in nahodu, proti moljem, termintom in kobilicam ... Proti vsem, verjemite mi! ... Edino zavarovanje, ki mi še manjka, je proti vsiljivcem! (Prevedeno iz francoščine) L’Affaire Tournesol, str. 6) | ” |

Joži ne razume namiga. Vidi se, kot Haddockov prijatelj in se ne zaveda, da kapitanovi izbruhi do njega izkazujejo resnično nenaklonjenost. Ko je Bianca Castafiore zavarovala svoje dragulje za veliko denarno vsoto, je Joži kritiziral kapitana, rekoč, da bi Haddock kot skupni "prijatelj" njega in Biance moral zagotoviti, da Joži dobi posel. Pravzaprav Haddock oba vidi kot nadloge, ne kot prijatelja.
V zadnjem Tintinovem albumu Tintin in gverilci se mize obrnejo, ko Tintin in kapitan ukradeta kostume skupine, s katero Joži potuje.
Joži ima v Tintinovih albumih nenavadno vlogo v tem, da je za razliko od večine ponavljajočih se likov z vlogo v zapletu razmeroma povprečen človek (ne da bi bil zločinski, ekscentričnen, diktatorski ali slaven). Omogočil je, da je Hergé v nekatere zgodbe vnesel bolj realistično, domače razpoloženje. Joži, ki verjetno odraža Hergéjev odpor in povprečnost, v zgodbah nikoli ne doseže kaj dosti, razen, da je drugim v napoto.

## Imenovanje
Imena v Tintinu niso vedno dobesedno prevedena, temveč se spremenijo v drugačno šalo. Tega, kar je Hergé nameraval v francoščini, ni mogoče neposredno prevesti, vendar je "želel nekaj 'napihnjenega', ton, ki bi bil hkrati mesnat in šibek." Jožijevo izvirno francosko ime Séraphin Lampion [se.ʁa.fɛ̃ lɑ̃.pjɔ̃] , je kontrast med prvim imenom, ki pomeni serafim, in priimkom, ki pomeni "čedna majhna svetilka, ki bi jo Joži uporabil za okrasitev svojega doma", ali morda "bahač".